# Grand Prix Holandii Formuły 1
Grand Prix Holandii – wyścig należący do cyklu Formuły 1 w latach 1952–1985 oraz od 2021, rozgrywany na torze Zandvoort.
Rok 1985 był ostatnim rokiem dla GP Holandii przed 35-letnią przerwą, jako że firma zajmująca się torem Zandvoort (CENAV) zbankrutowała. Tor, należący do miasta, przez dłuższy czas nie był używany, a część gruntów i około połowę trasy sprzedano w 1987 deweloperowi Vendorado. Początkowo, wyścig miał wrócić w 2020, ale z powodu pandemii COVID-19 wyścig odwołano. Wyścig powrócił do kalendarza w sezonie 2021.

## Zwycięzcy Grand Prix Holandii
Różowe tło wskazuje zwycięzców wyścigów o Grand Prix Holandii niezaliczanych do klasyfikacji mistrzostw świata.
| Sezon       | Kierowca           | Zespół              | Tor            | Wyniki         |
| ----------- | ------------------ | ------------------- | -------------- | -------------- |
| 2024        | Lando Norris       | McLaren-Mercedes    | Zandvoort      | Wyniki         |
| 2023        | Max Verstappen     | Red Bull-Honda RBPT | Zandvoort      | Wyniki         |
| 2022        | Max Verstappen     | Red Bull-RBPT       | Zandvoort      | Wyniki         |
| 2021        | Max Verstappen     | Red Bull-Honda      | Zandvoort      | Wyniki         |
| 2020 – 1986 | nie rozgrywano     | nie rozgrywano      | nie rozgrywano | nie rozgrywano |
| 1985        | Niki Lauda         | McLaren-TAG         | Zandvoort      | Wyniki         |
| 1984        | Alain Prost        | McLaren-TAG         | Zandvoort      | Wyniki         |
| 1983        | René Arnoux        | Ferrari             | Zandvoort      | Wyniki         |
| 1982        | Didier Pironi      | Ferrari             | Zandvoort      | Wyniki         |
| 1981        | Alain Prost        | Renault             | Zandvoort      | Wyniki         |
| 1980        | Nelson Piquet      | Brabham-Ford        | Zandvoort      | Wyniki         |
| 1979        | Alan Jones         | Williams-Ford       | Zandvoort      | Wyniki         |
| 1978        | Mario Andretti     | Lotus-Ford          | Zandvoort      | Wyniki         |
| 1977        | Niki Lauda         | Ferrari             | Zandvoort      | Wyniki         |
| 1976        | James Hunt         | McLaren-Ford        | Zandvoort      | Wyniki         |
| 1975        | James Hunt         | Hesketh-Ford        | Zandvoort      | Wyniki         |
| 1974        | Niki Lauda         | Ferrari             | Zandvoort      | Wyniki         |
| 1973        | Jackie Stewart     | Tyrrell-Ford        | Zandvoort      | Wyniki         |
| 1972        | nie rozegrano      | nie rozegrano       | nie rozegrano  | nie rozegrano  |
| 1971        | Jacky Ickx         | Ferrari             | Zandvoort      | Wyniki         |
| 1970        | Jochen Rindt       | Lotus-Ford          | Zandvoort      | Wyniki         |
| 1969        | Jackie Stewart     | Matra-Ford          | Zandvoort      | Wyniki         |
| 1968        | Jackie Stewart     | Matra-Ford          | Zandvoort      | Wyniki         |
| 1967        | Jim Clark          | Lotus-Ford          | Zandvoort      | Wyniki         |
| 1966        | Jack Brabham       | Brabham-Repco       | Zandvoort      | Wyniki         |
| 1965        | Jim Clark          | Lotus-Climax        | Zandvoort      | Wyniki         |
| 1964        | Jim Clark          | Lotus-Climax        | Zandvoort      | Wyniki         |
| 1963        | Jim Clark          | Lotus               | Zandvoort      | Wyniki         |
| 1962        | Graham Hill        | BRM                 | Zandvoort      | Wyniki         |
| 1961        | Wolfgang von Trips | Ferrari             | Zandvoort      | Wyniki         |
| 1960        | Jack Brabham       | Cooper-Climax       | Zandvoort      | Wyniki         |
| 1959        | Jo Bonnier         | BRM                 | Zandvoort      | Wyniki         |
| 1958        | Stirling Moss      | Vanwall             | Zandvoort      | Wyniki         |
| 1957 – 1956 | nie rozgrywano     | nie rozgrywano      | nie rozgrywano | nie rozgrywano |
| 1955        | Juan Manuel Fangio | Mercedes            | Zandvoort      | Wyniki         |
| 1954        | nie rozegrano      | nie rozegrano       | nie rozegrano  | nie rozegrano  |
| 1953        | Alberto Ascari     | Ferrari             | Zandvoort      | Wyniki         |
| 1952        | Alberto Ascari     | Ferrari             | Zandvoort      | Wyniki         |
| 1951        | Louis Rosier       | Talbot-Lago         | Zandvoort      | Wyniki         |
| 1950        | Louis Rosier       | Talbot-Lago         | Zandvoort      | Wyniki         |
| 1949        | Luigi Villoresi    | Ferrari             | Zandvoort      | Wyniki         |
| 1948        | Prince Bira        | Maserati            | Zandvoort      | Wyniki         |

Liczba zwycięstw (kierowcy):
- 4 – Jim Clark
- 3 – Niki Lauda, Jackie Stewart, Max Verstappen
- 2 – Alberto Ascari, Jack Brabham, James Hunt, Alain Prost
- 1 – Mario Andretti, René Arnoux, Jo Bonnier, Juan Manuel Fangio, Graham Hill, Jacky Ickx, Alan Jones, Stirling Moss, Lando Norris, Nelson Piquet, Didier Pironi, Jochen Rindt, Wolfgang von Trips

Liczba zwycięstw (producenci podwozi):
- 8 – Ferrari
- 6 – Lotus
- 4 – McLaren
- 3 – Red Bull
- 2 – Brabham, BRM, Matra
- 1 – Cooper, Hesketh, Mercedes, Renault, Tyrrell, Vanwall, Williams

Liczba zwycięstw (producenci silników):
- 10 – Ford
- 8 – Ferrari
- 3 – Climax
- 2 – BRM, TAG, Mercedes
- 1 – Honda, Honda RBPT, Lotus, RBPT, Renault, Repco, Vanwall